# Philippe Piers de Raveschoot
Pour les articles homonymes, voir Piers.
Messire Philippe Piers de Raveschoot, né le 29 avril 1913 à Cruyshautem et décédé le 13 décembre 1999  à Dikkelvenne) est un artiste peintre belge.

## Biographie
Philippe Piers de Raveschoot suit une formation de quatre ans à l'Académie royale des beaux-arts de Gand et travaille avec Marcel Hess et avec Gaston Geleyn de 1932 à 1936. Il est l'auteur de paysages, de marines, de fleurs et surtout de portraits. Il réalise de nombreux portraits officiels dont celui du roi Baudouin pour l’ambassade de Belgique à Washington.
À Dikkelvenne, en Flandre, le portraitiste et mariniste travailla au cœur du château de Baudries, où écrivit le Comte Louis de Lichtervelde, son beau-père, qui fut entre autres l'historien de Léopold II.
Philippe Piers de Raveschoot fut président d'honneur de l'association royale des artistes professionnels de Belgique et membre du conseil d'administration du Conseil européen d'art et d'esthétique.

### Vie privée
Philippe Piers de Raveschoot épousa la comtesse Geneviève de Lichtervelde, fille du comte Louis de Lichtervelde et de la comtesse Émilie de Briey.

## Distinctions
- Officier de l'ordre de Léopold II
- Officier de l'ordre de Léopold Ier
- Chevalier de l'ordre de la Couronne
- Chevalier de l'Ordre du Saint-Sépulcre de Jérusalem